# Lagartos de Tabasco
Lagartos de Tabasco – meksykański klub piłkarski z siedzibą w mieście Villahermosa, w stanie Tabasco.

## Historia
Zespół został założony w 2002 roku i od razu przystąpił do rozgrywek drugoligowych – Primera División A. Na zapleczu najwyższej klasy rozgrywkowej drużyna spędziła cały czas swojego istnienia, rozgrywając domowe spotkania na Estadio Olímpico w Villahermosie. Zespół został rozwiązany w 2006 roku, kiedy to Meksykański Związek Piłki Nożnej wprowadził przepis dotyczący obowiązku posiadania filii w drugiej lidze przez każdy zespół z Primera División. Właściciel Lagartos, rodzina Cantón Martínez de Escobar, zdecydowała się wówczas sprzedać licencję pierwszoligowemu Veracruz. Na licencji Lagartos powstał klub Tiburones Rojos de Coatzacoalcos.